# Wintun

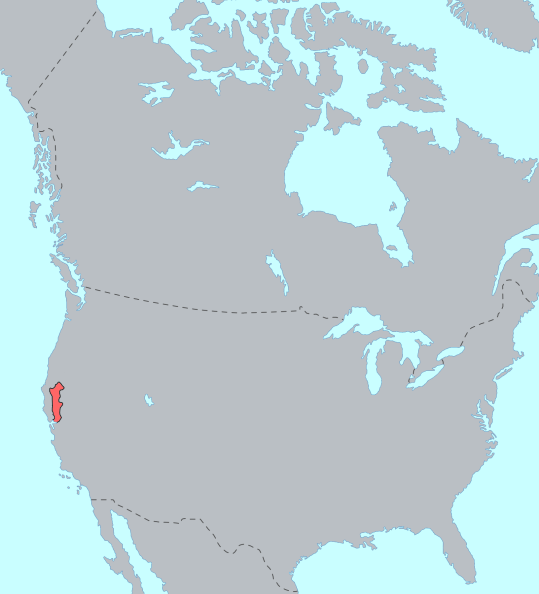
Distribució dels Wintun abans de l'arribada dels europeus

Els wintun són una tribu índia del grup penutià, o segons John Wesley Powell de la família copehan. El seu nom volia dir "poble". Es dividia en tres grups lingüístics:
- Wintus del Nord
- Nomlakis o Wintun central
- Wintun del Sud o Patwins, amb els subgrups numsu, suisun i korusi.

## Localització
Vivien al vessant oest de la vall del Sacramento (Califòrnia), unes 250 milles de Nord a Sud, a certa distància dels peus dels turons circumdants. Actualment ocupen quatre ranxeries californianes, Grindstone creek (comtat de Glenn), Cortina i Colusa (Comtat de Colusa), Rumsey (Comtat de Yalo) i a la reserva de Round Valley.

## Tribus reconegudes federalment
- Banda Cachil DeHe d'indis wintun de la Comunitat índia Colusa de la ranxeria Colusa
- Ranxeria índia Cortina d'indis wintun de Califòrnia
- Ranxeria índia Grindstone d'indis wintun-wailaki
- Banda Paskenta d'indis nomlaki
- Ranxeria Redding
- Tribus índies Round Valley de la reserva índia Round Valley
- Nació wintun Yocha Dehe antigament Ranxeria índia Rumsey d'indis wintun[2][3][4]

## Demografia
Quan arribaren els blancs es calcula que hi havia uns 12.000 indis, però el 1848 ja en restaven 8.000 i el 1910 foren reduïts a 710. El 1960 eren 512 indis. I el 1980 havien augmentat a 1.000, dels quals només 100 parlaven la llengua pròpia.
Segons dades de la BIA del 1995, a la rancheria Grindstone hi vivien 171 individus (150 en el rol tribal), a la reserva Round Valley hi vivien 3.434 (3.013 amb el rol tribal) amb els yuki, a la rancheria Rumsey hi havia 35, a la ranxeria Colusa hi viuen 71 (57 al rol tribal), a la Pashkenta band hi viuen 2.100 (però 172 en el rol tribal) i a la ranxeria Redding hi viuen 6.918 (però 210 en el rol tribal).
Segons el cens dels EUA del 2000, hi havia censats 4.550 wintun, d'ells 611 nomlaki.

## Costums
La forma allargada del seu territori tenia una considerable diversitat cultural. Foren més freqüents els contactes amb les tribus veïnes que amb els grups tancats que habitaven el territori wintun.
Els del Nord tenien una cistelleria amb rasques calcats de les tribus oregonianes, la dels del centre imitava la dels pomo, i la del sud barrejava ambdós estils. El salmó es pescava millor al Nord, però la pesca es practicava a tot arreu. Tots recollien aglans i d'altres plantes feréstegues, i també caçaven aus marines.
Els patwin vivien en cases cupulades cobertes de terra, mentre que els dels turons vivien a cases còniques d'escorça o a simples estructures teulades. Hom desconeix la naturalesa dels refugis dels del nord.
Hom no coneix gaire de llur organització política i social. Sembla que tenien llogarrets o bandes autònomes. Els patwin eren coneguts per tenir un cabdill quasi absolut. Tots practicaven la poligàmia.
Els del sud influïren en el desenvolupament del culte kuksu, religió de societats secretes i rites essotèrics que es va estrendre entre els indis de Califòrnia. El propòsit del culte era donar fortalesa als joves barons iniciats, donar fertilitat a les collites i evitar les desgràcies naturals.
Caçaven amb arc i fletxes i practicaven danses i cants dolços i melodiosos. Foren descrits com a tímids, amables, sensuals i industriosos. La seva llengua té paraules bisil·làbiques, restes d'harmonia vocal i plurals similars als de nenets i txuktxi.

## Història
Cap al 1500 ja foren visitats pels espanyols, però aquests no els van sotmetre, bé que nominalment, fins al 1769, quan l'expedició de Gaspar de Portolà va sotmetre tota Califòrnia.
Quan el 1821 es va independitzar Mèxic, passaren a formar part d'aquest nou estat, bé i que no havien tingut gaire contacte amb els blancs. El 1830 van patir una epidèmia de malària que els va reduir molt, i el 1845, després de la Guerra amb Mèxic i el Tractat de Guadalupe-Hidalgo, passaren a formar part dels EUA.
El 1850 es va constituir l'Estat de Califòrnia, i començaren a arribar minaires al seu territori, de manera que els van massacrar i reduir a 600 individus a començaments del segle.
El 1871 molts es van unir temporalment a la Ghost Dance de Wovoka. El 1902 va morir Chol chu lu li, darrer cap dels wintu. El 1938 el projecte Shasta Dam va anegar bona part de les seves terres.